# Amanita
Amanita (grčki: ἀμανίτης – "gljiva") ili pupavke je rod gljiva iz porodice listićarki (Agaricaceae). Na stručku imaju prstenak, dno stručka omotano je povojem, otrusina im je bijela. Rodu pripadaju najotrovnije poznate gljive: zelena pupavka (lat. Amanita phalloides, smrtno opasna), bijela pupavka (lat. Amanita verna, smrtno opasna), crvena muhara (lat. Amanita muscaria, otrovna), a od jestivih: blagva (lat. Amanita caesarea), biserka (lat. Amanita rubescens, uvjetno jestiva). Gljive roda Amanita su prilično mesnate s klobukom i stručkom; listići su slobodni, a unutarnji splet listića je bilateralan; na stručku se često nalazi opnasti vjenčić; pri dnu je stručak često zadebljan i obavijen u ovoj, ostaci ovoja mogu se pronaći i na klobuku; otrusina može biti zelenkasta, ali je najčešće bijela.
U rod Amanita spada preko 600 vrsta gljiva (615) uključujući i neke koje su najotrovnije na svijetu. Vrste iz ovog roda su odgovorne za oko 95% smrti izazvanih trovanjem gljivama, a 50% toga izazove zelena pupavka. Najčešći toksin u ovim gljivama je α-amanitin. U ovaj rod također spadaju mnoge jestive gljive, ali miciolozi uglavnom ne podržavaju gljivare amatere da biraju ove za ljudsku upotrebu. Međutim, u nekim kulturama, lokalne jestive vrste iz ovog roda su česte na tržnicama tokom sezone rasta. Dobri primjeri za to su Amanita zambiana i druge mesnate vrste iz Srednje Afrike, Amanita basii i slične vrste u Meksiku, blagva u Europi, i Amanita chepangiana iz Jugoistočne Azije. Druge vrste se koriste za obojene umake, poput crvene Amanita jacksonii, čiji je areal od istočne Kanade do istoka Meksika. Za mnoge vrste se ne zna jesu li jestive, posebno u zemljama poput Australije gdje su mnoge gljive slabo poznate.

## Otrovnost
Neke gljive iz ovog roda u sebi sadrže amatoksine, koji mogu izazvati prestanak rada jetre i smrt. Tu spadaju: zelena pupavka, Amanita virosa, Amanita bisporigera i Amanita ocreata, kao i Amanita verna.

### Popis otrovnih gljiva rodaAmanita
| Otrovne gljive roda Amanita             |                   |                                                    |                                   | | |       |
| Smrtno otrovne gljive roda Amanita      |                   |                                                    |                                   | | |       |
| Znanstveni naziv                        | Narodni naziv     | Aktivni tvar                                       | Otrovnost                         | Stanište                                                                                                   | Sličnosti | Slika |
| Amanita pantherina (DC. ex Fr.) Krombh. | Panterova muhara  | Muskimol i ibotenična kiselina                     | Jetra                             | Raste ljeti i u jesen po šumama i šumskim čistinama                                                        | Amanita spissa, Amanita rubescens                                                                                        |       |
| Amanita phalloides Vaill. ex Fr.        | Zelena pupavka    | Amatoksin                                          | Jetra                             | Najčešće raste u svijetlim bjelogoričnim šumama, a ima je i u crnogoričnim šumama od ranog ljeta do jeseni | Agaricus arvensis, Agaricus arvensis, Agaricus silvicola, Agaricus abruptibulbus, Russula virescens, Russula cyanoxantha |       |
| Amanita verna (Bull.: Fr.) Lam.         | Bijela pupavka    | Amatoksin                                          | Jetra                             | Najčešće raste u bjelogoričnim šumama na vapnenastu tlu od svibnja do jeseni.                              | Agaricus silvicola, Agaricus abruptibulbus, Leucoagaricus pudicus                                                        |       |
| Amanita virosa (Fr.) Bertillon          | Smrdljiva pupavka | Amatoksin                                          | Jetra                             | Raste od proljeća do jeseni u vlažnim crnogoričnim, rjeđe u bjelogoričnim šumama na kiselom silikatnom tlu | Agaricus silvicola, Agaricus abruptibulbus, Leucoagaricus pudicus                                                        |       |
| Amanita citrina (Schaeff.) Pers., 1797. | Žućkasta pupavka  |                                                    | Trovanje krvi i smetnje u probavi | U mnogim bjelogoričnim i crnogoričnim šumama                                                               | Amanita aureola |       |
| Amanita muscaria (L.) Lam. (1783.)      | Muhara            | Muskarin, ibotenična kiselina, muscimol i muskazon | Središnji živčani sustav          | U hrastovim i bukovim te crnogoričnim šumama                                                               | Amanita aureola, Amanita caesarea                                                                                        |       |

## Jestive gljive rodaAmanita
Jestive vrste roda Amanita uključuju Amanita fulva (smeđa preslica), Amanita vaginata (siva preslica), Amanita crocea (šafranasta preslica), Amanita rubescens (biserka), Amanita caesarea (blagva), Amanita strobiliformis (usamljena muhara), Amanita ovoidea (jajasta muhara), Amanita inaurata (tigrasta preslica), Amanita lividopallescens (blijeda ovojnača), Amanita mairei (srebrnasta preslica) i Amanita spissa (prava tigrica).
| Jestive gljive roda Amanita |                     |                                                                                           |                   | |                                                       |       |
| Znanstveni naziv            | Narodni naziv       | Upotrebljivost                                                                            | Kakvoća           | Stanište | Sličnosti                                             | Slika |
| Amanita caesarea            | Blagva              | Jestiva                                                                                   | Izvanrednog okusa | Raste u ljeto i u jesen po svijetlim šumama i šumskim čistinama, u toplijim predjelima                          | Amanita muscaria                                      |       |
| Amanita crocea              | Šafranasta preslica | Jestiva - prije upotrebe treba prokuhati                                                  | Izvrsne kakvoće   | Raste ljeti i u jesen u manjim skupinama ili pojedinačno u crnogoričnim i listopadnim šumama                    | Amanita muscaria                                      |       |
| Amanita fulva               | Smeđa preslica      | Jestiva - sirova je otrovna, pa je zbog toga moramo prokuhati i vodu odliti               | Izvrsne kakvoće   | Raste ljeti i u jesen na šumskim čistinama i na livadama pored šuma.                                            | Amanita pantherina, Amanita phalloides, Amanita verna |       |
| Amanita inaurata            | Tigrasta preslica   | Jestiva                                                                                   |                   | Raste od ljeta do jeseni u listopadnim šumama i šumskim čistinama.                                              | Amanita pantherina                                    |       |
| Amanita lividopallescens    | Blijeda ovojnača    | Jestiva                                                                                   | Izvrsne kakvoće   | Raste u šumama na travnatim mjestima ljeti i početkom jeseni                                                    | Amanita phalloides                                    |       |
| Amanita mairei              | Srebrnasta preslica | Jestiva - prije upotrebe treba ih iskuhati i odliti vodu                                  | Izvanredno ukusa  | Raste u bjelogoričnim šumama, uz rubove šuma i po šumskim čistinama u manjim skupinama od ljeta do kraja jeseni | Amanita pantherina, Amanita phalloides, Amanita verna |       |
| Amanita ovoidea             | Jajasta muhara      | Jestiva                                                                                   |                   | Raste ljeti i u jesen na vapnenastu tlu ispod listopadnoga i crnogoričnoga drveća pojedinačno ili u skupinama   | Amanita phalloides                                    |       |
| Amanita rubescens           | Biserka             | Jestiva - prije pripremanja poželjno je oguliti kožicu s klobuka                          |                   | Raste već od kraja svibnja pa do jeseni u vlažnim šumama.                                                       | Amanita pantherina                                    |       |
| Amanita spissa              | Prava tigrica       | Jestiva - samo nakon što se termički obradi, sirova je otrovna                            |                   | Raste već od kraja svibnja pa do jeseni u vlažnim šumama.                                                       | Amanita pantherina                                    |       |
| Amanita strobiliformis      | Usamljena muhara    | Jestiva - prije upotrebe ogulite kožicu s klobuka                                         |                   | Ljeti raste u šumama, uz putove i po parkovima na vapnenastu tlu.                                               | Amanita pantherina                                    |       |
| Amanita vaginata            | Siva preslica       | Jestiva - prije upotrebe potrebno dobro termički obraditi jer je otrovna u sirovom stanju | Vrlo je ukusna    | Raste u bjelogoričnim i miješanim šumama u ljeto i ranu jesen                                                   | Amanita phalloides, Amanita verna                     |       |

## Nejestive gljive rodaAmanita
U nejestive roda Amanita spada Amanita gemmata (svijetložuta muhara). 
| Nejestive gljive roda Amanita |                     |                |                                                                | |                                     |       |
| Znanstveni naziv              | Narodni naziv       | Upotrebljivost | Kakvoća                                                        | Stanište | Sličnosti                           | Slika |
| Amanita gemmata               | Svijetložuta muhara | Nije jestiva   | U literaturi ima podataka da je sumnjiva ili da je čak otrovna | Raste u proljeće, ljeti i u jesen pojedinačno ili u nekoliko blizu razbacanih primjeraka u crnogoričnim i bjelogoričnim šumama na pjeskovitu ili vapnenastu tlu | Amanita pantherina, Amanita citrina |       |